# Odón de Buen
Odón de Buen y del Cos (Zuera, España, 1863-México 1945) fue un naturalista español exiliado en México en 1942 que destacó como fundador de la oceanografía española.

## Datos biográficos
Odón de Buen y del Cos nació el 18 de noviembre de 1863 en la localidad zaragozana de Zuera. Su padre fue Mariano de Buen y Ropín y su madre, Petra del Cos y Corroza.
Junto con sus padres, se trasladó a Zaragoza para estudiar el bachillerato. Consciente del gran esfuerzo que suponía para la familia el traslado a la capital aragonesa, impartió clases de repaso a otros alumnos.
Terminado el bachillerato con matrícula de honor, accedió a la universidad. Eligió estudiar ciencias naturales, para lo cual fue preciso su traslado a Madrid. Sabedores del gran esfuerzo económico que suponía, y conocedores de su talento, el Ayuntamiento de Zuera decidió becarle de manera unánime.
Durante su estancia en Madrid, tuvo ocasión de ampliar estudios con Máximo Laguna y José Macpherson, con los que se inició en los estudios de petrografía en la sierra madrileña. En esta época, y para ayudarse económicamente comenzó a dar clases particulares, siendo uno de sus alumnos Miguel Primo de Rivera. Durante este periodo Odón realizó estudios de hierbas y plantas que incluiría más tarde en sus Anales de Historia Natural, publicado en 1883.
Junto a Vicente Castelló creó el Anuario Científico Español.

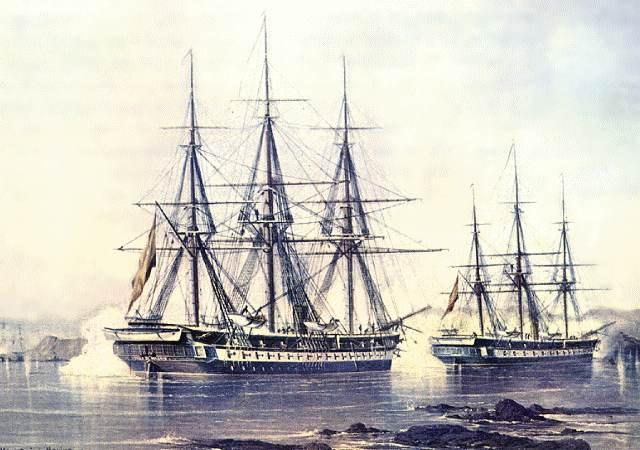
La fragata Blanca, a la izquierda, en la batalla de Abtao.

Tras un viaje a su tierra natal, donde en 1885 se había declarado una epidemia de cólera, de la que murió su padre, habiéndose hecho cargo de su familia, Odón regresa a Madrid. Allí recibió la noticia de haber sido seleccionado para realizar investigaciones científicas a bordo de la vieja fragata Blanca, superviviente de la batalla del Callao.
Este viaje, preparado por la Marina de Guerra, había sido pensado para dar la vuelta al mundo como instrucción de guardiamarinas pero, por razones presupuestarias, se redujo a un viaje en dos etapas: la primera por el norte de Europa, y la segunda por el Mediterráneo y el norte de África. En ambos viajes, en los que no faltaron las penalidades, se formó la vocación oceanográfica de Odón de Buen, tal y como relata en sus memorias:

Adquirí en aquel viaje la orientación definitiva para mi vida personal futura. Me encontré con el mar y lo contemplé: magnífico, imponente y despreciando la insignificancia de nuestro barco de madera. Encontré hombres expertos, conscientes de la superioridad de la inteligencia humana. Sentí un ansia insaciable para conocer los secretos ocultos bajo las olas y las causas del origen de la vida en los océanos. Tomé la decisión de dedicarme a la oceanografía, que entonces estaba en sus inicios.

Durante este viaje recogió importantes materiales que sirvieron para clasificarlos más tarde. Entre ellos, dos especies de isópodos que fueron clasificados, en alusión a él, como Metropontus bueni y Porcelio bueni.
Aficionado a escribir, relató las peripecias del viaje en su obra De Kristanía a Tuggurt.
Tras este viaje, buscó una estabilidad económica que le permitiera casarse, y, tras varios intentos, ganó en 1889 la cátedra de zoología en la Universidad de Barcelona, puesto que ocupó hasta 1911, en que se trasladó a Madrid.
Durante su estancia en Barcelona, reformó completamente la enseñanza de las ciencias en esa universidad: introdujo material científico avanzado, estableció prácticas de laboratorio y salidas al campo y estableció relaciones estrechas con la Estación Biológica de Banyuls. Sus extensos manuales explicaban los fenómenos naturales con planteamientos evolucionistas y sin rodeos.
Odón participaba también en política, difundiendo ideas republicanas y librepensadoras. Fue colaborador de Las Dominicales del Libre Pensamiento, que dirigía Fernando Lozano y Montes, con cuya hija, Rafaela, se casó en 1889. El matrimonio tuvo seis hijos.
Ocupó los cargos políticos de concejal de Barcelona (1903) y senador de la provincia de Barcelona (1907-1910).
Odón de Buen fue uno de los principales divulgadores de la teoría de la evolución de Darwin en España, pero ello le valió la oposición del cardenal Salvador Casañas y Pagés, que declaró sus enseñanzas heréticas. La oposición del cardenal consiguió en 1895 la separación de la cátedra de Odón de Buen. Posteriormente, fue acogido por el gobierno francés, que le nombró oficial de instrucción pública.
Publicó una Historia natural completa (zoología, botánica y geología) con ilustraciones y grabados que tuvo gran aceptación tanto en España como en América.
Su separación de la cátedra produjo numerosas protestas y revueltas entre los estudiantes, que llegaron a apedrear la casa del obispo y la de otras personas notorias por su clericalismo. De Buen trasladó sus clases al salón del Centro Federal y continuó con sus salidas al campo, pero los disturbios no cesaban y al final, durante las vacaciones de Navidad, el Gobierno, aconsejado por el general Valeriano Weyler, capitán general de Cataluña, dispuso que Odón reanudara sus clases.
En 1906 inauguró el Laboratorio Biológico Marino en Portopí (Mallorca) y más tarde otros en Málaga, Vigo y Santa Cruz de Tenerife, en los que se formaron generaciones de oceanógrafos. En 1914 fundó el Instituto Español de Oceanografía, iniciando así el campo de la investigación oceanográfica en España.
A partir de 1908 realizó una serie de campañas marítimas a bordo del Averroes, barco bien equipado que pertenecía a la Marina de Guerra, y con el cual De Buen pudo trazar cartas de navegación, estudiar los fondos del estrecho de Gibraltar y analizar las corrientes, la fauna y la flora mediterráneas.

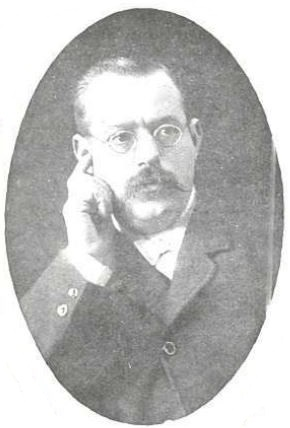
Fotografía de Odón de Buen publicada en la revista La Ilustració Catalana en 1907.

Durante este período Odón de Buen coincidió en la Escuela Moderna de Francisco Ferrer Guardia con otros científicos, entre los que estaban Santiago Ramón y Cajal y Andrés Martínez Vargas. Colaboró en su Boletín y se integró en su patronato, impartió numerosas conferencias y escribió cinco libros de ciencias naturales, que sirvieron de libros de texto en ese centro. En esa época, recibió numerosos premios y condecoraciones tanto nacionales como extranjeras.
En 1911, se trasladó a Madrid, donde continuó su obra pedagógica defendiendo siempre la enseñanza científica, completa y experimental. En esta ciudad, se reanudó su amistad con Ramón y Cajal y con su antiguo alumno Miguel Primo de Rivera.
Del 17 al 20 de noviembre de 1919 tuvo lugar la "conferencia internacional para la exploración científica del mediterráneo" a la que asistió Alberto I de Mónaco.
Durante todo este tiempo, se preocupó también por mejorar su pueblo natal, Zuera, para el que consiguió la construcción de un Grupo Escolar, el cual en la actualidad lleva su nombre. El escultor Mariano Benlliure modeló un busto para este centro, del que en su día fue entregada una reproducción a la Universidad de Zaragoza que la exhibe en su Paraninfo como homenaje al oceanógrafo. Otra copia está en el mausoleo que se le ha erigido en Zuera.
Durante la dictadura de Primo de Rivera, se creó la Dirección General de Pesca, a la que se anexionó el Instituto de Oceanografía, Odón de Buen fue nombrado su director general, conservando este cargo durante la II República.
En 1934, le llegó la edad de la jubilación, tras cuarenta y cinco cursos de enseñanza ininterrumpida, durante los que habían pasado por sus aulas 25 000 estudiantes. Sin embargo, Odón no abandonó la investigación.
La Guerra Civil le sorprendió en Palma de Mallorca trabajando en su laboratorio, y fue detenido por los sublevados y enviado a prisión. En los mismos días fue apresado en Córdoba su hijo Sadí, médico, recordado sobre todo por sus esfuerzos por la erradicación de la malaria, que fue fusilado el 3 de septiembre. Las privaciones y la dureza de la cárcel agravaron su diabetes. Fue enviado al hospital, donde se recuperó con la ayuda de médicos que habían sido alumnos suyos. En el hospital, después de la cena, daba charlas a otros pacientes sobre biología marina.
El cónsul danés y el británico se comunicaron con él en prisión y presionaron para su liberación. Después de un año en prisión, fue liberado a cambio de la hija y la hermana del ya fallecido Miguel Primo de Rivera, a quien había preparado para su ingreso en la Academia General Militar de Zaragoza en 1870.
Al terminar la contienda, Odón de Buen se marchó a Banyuls, donde falleció su esposa, Rafaela Lozano, en 1941.

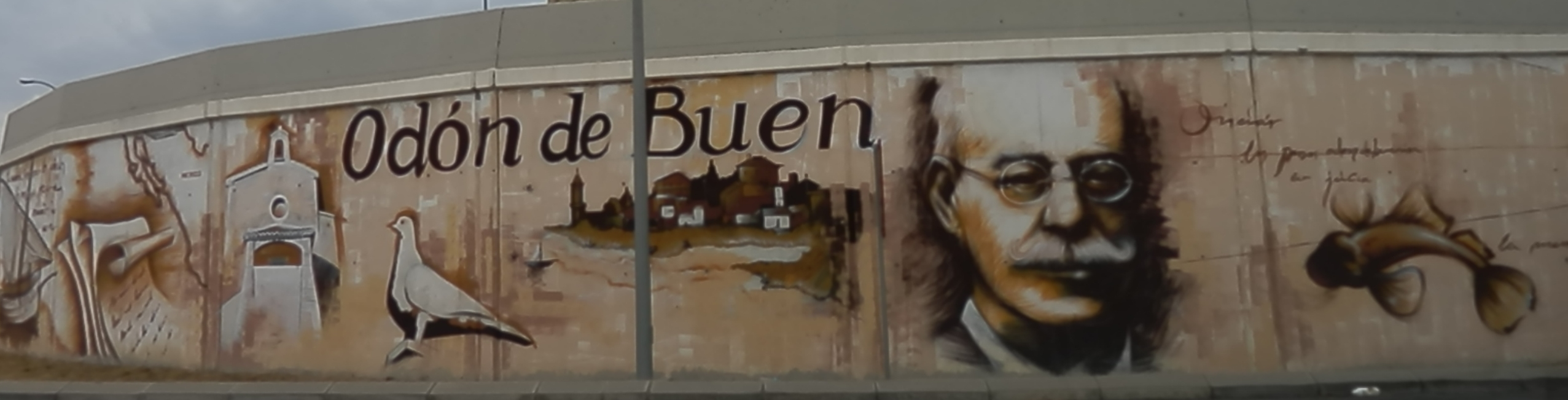
Mural dedicado a Odón de Buen en Zuera, su localidad natal.

En 1942, se exilió en México, donde murió en 1945, a los ochenta y dos años de edad. La mayor parte de sus hijos o nietos supervivientes, que le acompañaron, no volvieron a España, y varios de ellos, como Rafael, oceanógrafo, contribuyeron de manera destacada a la vida académica y profesional del país que los acogió. Su hijo Víctor de Buen Lozano, ingeniero industrial y aeronáutico regresó a Barcelona, donde ocupó una cátedra en la Escuela de Ingenieros Industriales y otros cargos públicos de alta responsabilidad.
Durante la dictadura de Franco, su nombre fue relegado al olvido.
En el 2003, sus restos mortales se trasladaron desde México a Zuera, su pueblo natal, donde se inhumaron en un mausoleo en el cementerio municipal de esta localidad. En el 2006, los restos de su esposa, Rafaela Lozano, se trasladaron desde Francia a Zuera, donde en la actualidad descansan junto a los de Odón de Buen.

## Citas
En el futuro la Oceanografía debe ser la base común de nuestro trabajo. Será la ciencia que llene y aglutine todas las conclusiones de la Geodesia y la Geofísica, limitadas como han estado, hasta ahora, casi exclusivamente a los continentes. Sueño con ese imperio de la Oceanografía, ya que los océanos lo han sido todo en el pasado de la Tierra y dominan todavía. Como los océanos pertenecen a todos y nadie los posee, pertenecen a los más atrevidos pensamientos, a los espíritus científicos más emprendedores, a la labor humana más difícil y a la mejor organizada, a los pueblos más civilizados y a los más poderosos. Serán el campo de todos los esfuerzos de la ciencia y la exploración debe ser colectiva y su explotación racionalizada por acuerdos comunes. Aún conservan revelaciones científicas transcendentales e inexplorada riqueza. La Oceanografía es, pues, una ciencia internacional y siempre deberá ser así.

## Obra
La obra de Odón de Buen es muy extensa y se encuentra totalmente dispersa debido también a la circunstancia del exilio.
Además de su obra científica, tradujo las memorias de Garibaldi y una biografía de Ignacio Jordán Claudio de Asso y del Río.
La Institución Fernando el Católico y el Ayuntamiento de Zuera han iniciado la tarea de recopilar la obra del insigne oceanógrafo, y reeditar algunos de sus libros, como Síntesis de una vida política y científica, De Kristianía a Tuggurt (impresiones de viaje), publicados ambos en 1998, o Mis Memorias (Zuera, 1863-Toulouse, 1939), publicado en el 2003. En 2018 se publicó Cartas a un labrador (1887-1894) en edición de Antonio Calvo Roy.
Odón de Buen redactó sus memorias en Banyuls, con setenta y seis años, y las 1177 cuartillas las resguarda su familia hasta la actualidad. La Biblioteca de Zuera ha emprendido la tarea de recopilar la obra de De Buen, y cuenta ya con un importante fondo a disposición de estudiosos e investigadores.

## Honores
- El buque oceanográfico Odón de Buen del Instituto Español de Oceanografía lleva dicho nombre en su honor.
- Revista Odón, elaborada por el Centro de Estudios Odón de Buen.
- Centro de Estudios Odón de Buen, en Zuera, Zaragoza.
- Catedrático de Historia Natural
- Fundador y director del Instituto Español de Oceanografía
- Senador y concejal por la provincia de Barcelona (1907-1910)
- Concejal del Ayuntamiento de Barcelona (1903)
- Miembro de honor de la Sociedad Geográfica de Londres
- Presidente de honor de la Sociedad Zoológica de Francia
- Representante español en la inauguración del Museo Oceanográfico de Mónaco
- Vicepresidente de la Unión Internacional de Ciencias Biológicas
- Presidente de la Comisión para la Exploración del Atlántico
- Miembro de la Comisión para la Exploración del Pacífico
- Presidente del Consejo Oceanográfico Iberoamericano
- Presidente de la Unión Internacional de Geodesia y Geofísica
- Vicepresidente de la Sección de Geografía Física en Cambridge
- Miembro Permanente de la Comisión de Congresos Internacionales de Zoología
- Presidente del Congreso Internacional de Pesca de San Sebastián
- Vicepresidente del Congreso Internacional de Pesca en París
- Presidente de la Delegación del Convenio de Pesca con Portugal (Lisboa, 1933)
- Presidente del Consejo Superior de Cultura en España
- Presidente de la Unión Internacional de Oceanografía
- Presidente del I Congreso Internacional de Oceanografía Hidrográfica e Hidrología Continental
- Delegado de España en varias asambleas del Bureau Hidrográfico Internacional (Oficina de Mónaco)
- Miembro del Consejo Internacional Permanente para la Exploración del Mar Bureau en Copenhague
- Vicepresidente de los Congresos Internacionales de Zoología celebrados en Mónaco, Budapest, Padua y Lisboa
- Miembro del Patronato de las Fundaciones del Príncipe de Mónaco (Comité de Perfeccionamiento)
- Oficial de Instrucción Pública de Francia
- Presidente de la Comisión Internacional para el Aprovechamiento del Atún
- Presidente de la Sección de Ciencias del Ateneo de Madrid
- Profesor Honorario de la Facultad de Ciencias de la Universidad de San Marcos de Lima
- Doctor honoris causa de la Universidad de Burdeos
- Miembro del Comité de Aproximación Franco-Español durante la Primera Guerra Mundial
- La película documental, El olvido del mar, dirigida por Mirella R. Abrisqueta y en la que Carmelo Gómez protagoniza las partes dramatizadas, es un homenaje a su figura.[8]

### Taxones dedicados
- Odondebuenia, un género de peces

## Condecoraciones
- Placa de Plata de la Fundación del Museo de Mónaco
- Medalla de Cooperación en el viaje del Dama alrededor del mundo dirigido por el Capitán J. Schmidt.
- Gran Cruz de Alfonso XII[9]
- Gran Cruz de la Corona de Italia
- Comendador de la Legión de Honor de Francia
- Comendador de San Mauricio y San Lázaro (Italia)
- Comendador del Mérito Marítimo de Francia
- Gran Oficial de San Carlos (Mónaco)
- Gran Cruz Militar de Cristo y Gran Cruz de Santiago y la Espada (Portugal)
- Gran Cruz de la República
- Hijo Predilecto de la Villa de Zuera (2003)
- Hijo Adoptivo de la Isla de Mallorca (2004)
- Hijo Adoptivo de la Villa de Valdecabras (véase Valdecabras y provincia de Cuenca)
- Hijo predilecto de Málaga 31 de enero de 1936

## Familia
Fue padre de Rafael de Buen Lozano, Víctor de Buen Lozano, Fernando de Buen Lozano, Demófilo de Buen Lozano, Eliseo de Buen Lozano y Sadí de Buen Lozano.